# Éric Ier de Schleswig
Éric Ier de Schleswig  (mort le 27 mai 1272), duc de Schleswig de 1257 à 1272.

## Biographie
Éric Ier de Schleswig était le fils cadet d’Abel de Danemark roi de Danemark et duc de Sud-Jutland et de Mathilde  de Holstein.
Il succède comme duc en 1257 à son frère aîné Valdemar III de Schleswig mort sans héritier mais il doit immédiatement faire face à l’hostilité de son oncle le roi Christophe Ier de Danemark.
Avec l’aide de ses cousins du Holstein il défait les troupes royales le 28 juillet 1261 à Lohheide en Jutland. Le nouveau roi Éric V de Danemark et sa mère la régente Marguerite Sambiria sont capturés. Le jeune roi restera captif jusqu’en 1263 avant d’être confié l'année suivante à Ohon de Brandebourg qui le libérera contre la promesse d’épouser sa nièce.
Le duc Éric Ier acquiert en 1268 la ville de Gottorp qui avait été la propriété de l’évêque de Schleswig et il en fait le siège de son gouvernement. En 1271 les querelles avec le Danemark reprennent lorsque Eric Ier élève des prétentions à la possession des îles d’Ærø et d’Als.
Le roi Éric V de Danemark envahit alors le duché jusqu’à la ville de Schleswig, lorsque le duc Eric Ier meurt brutalement le 27 mars 1272 suivit peu après par son épouse. Éric V de Danemark se proclame alors tuteur de leurs enfants mineurs et contrôle à ce titre le Duché de Schleswig jusqu’en 1283.

## Union et postérité
Éric Ier épouse vers 1259/1260 Margareta (morte après le 25 mai 1272) fille du prince Jaromar II de Rügen :  
- Valdemar IV de Schleswig ;
- Margareta  morte en 1313 épouse d’Helmod III comte de Schwerin ;
- Erik Eriksen Langbein (1272-1310) prince de Langeland en 1295.